# لوهيا

موقع لوهيا

شعار لوهيا

لوهيا (بالفنلندية Lohja، بالسويدية Lojo) مدينة فنلندية ببإقليم أوسيما . على بعد 40 كيلومتراً شرقاً من العاصمة هلسنكي.
يبلغ عدد قاطنيها 39.283 ساكن، ويغطي نطاقها البلدي مساحة 441,2 كيلومتر مربع منها 91,76 من المياه. وتبلغ الكثافة السكانية 112.42 نسمة لكل كيلومتر مربع. البلدية ثنائية اللغة، على الرغم من أنه ليس مطلوبا قانوناً، بأغلبية فنلندية وأقلية سويدية.
لوهيا نقطة الاتصال بالنسبة لسكان واقتصاد أوسيما الغربية منذ أوائل القرن الرابع عشر. لوهيا عرفت بالفعل كمركز تجاري في العصور الوسطى. كان السكان المحليين من بين رواد التعدين الفنلندي وصناعات مواد البناء. وفقا للمعايير الفنلندية، للوهيا تقاليد راسخة منذ أمد طويل في البساتين والحدائق وخاصة في السوق. هذه التقاليد هي يمثله من رموز الوقت الحاضر لوهيا : الحجر الجيري، وتفاحة.
استفادت لوهيا من قربها من منطقة العاصمة هلسنكي، ومن شبكة من الطرق الجيدة. يستغرق أقل من ساعة بالسيارة من هلسنكي إلى لوهيا.
تتميز مناظر لوهيا الطبيعية بالعزبات والحدائق. تقسم تلال لوهيا مساحتها، والتي تشكل مستجمعات مياه لأكبر نظام بحيرة في جنوب فنلندا، لوهيانيارفي. على الرغم من أن كنيسة سانت لورانس منطقة وسط المدينة، التي يرجع تاريخها إلى العصور الوسطى، وبقية المنطقة الوسطى تتميز مزيج من المباني التي يعود معظمهم تاريخها إلى الستينات فصاعدا. لوهيا المكتبة الجديدة، وافتتح في عام 2005، هو عبارة عن مبنى حديث واضح وضعت في وسط جدا من البلدة.
اتحدت بلدية لوهيان كونتا مع لوهيا في عام 1997. واندمحت بلدية ساماتي بلوهيا في عام 2009. بينما ستـُضم بلدية كاريالوهيا إلى لوهيا في عام 2013.

## أعلام
- روبن لاغوس
- هنري لاكسونين
- إيفا يونبلتو
- بينتي كونتولا